# Луций Аквиллий Флор
Лу́ций Акви́ллий Флор (лат. Lucius Aquillius Florus Turcianus Gallus; умер после 3 года до н. э.) — римский политический деятель из плебейского рода Аквилиев, занимавший, предположительно, ряд курульных магистратур в период принципата.

## Биография
Флор происходил из старинного плебейского консульского рода; его (вероятно, приёмный) отец, Гай Аквилий, по одной из версий, мог носить когномен Флор или Галл. Согласно предположительной родословной таблице семейства Аквиллиев Флоров, Луций мог приходиться внуком известному правоведу и коллеге Марка Туллия Цицерона по претуре в 66 году до н. э. Гаю Аквиллию Галлу.
Благодаря одной надписи, найденной учёными-археологами в Афинском акрополе, известно, что Луций принадлежал к Помптинской трибе.
Все сведения о гражданско-политической карьере Луция известны благодаря двум, обнаруженным в Афинах и Риме, надписям. По разным версиям, в 20, 19 или 18 году до н. э. он находился на посту монетного триумвира, где его коллегами по должности были Марк Дурмий, Луций Каниний Галл и Публий Петроний Турпилиан. Известно, что до 3 года до н. э. Флор занимал должность претора. Возможно, он избирался священным царём в италийских муниципиях.